# Federação das Indústrias do Estado do Rio de Janeiro
A Federação das Indústrias do Estado do Rio de Janeiro (Firjan) atua como representante das indústrias fluminenses nos âmbitos municipal, estadual e nacional. A entidade, uma das cinco que formam o chamado Firjan, também promove debates e produz pesquisas, estudos e projetos que têm como fim o desenvolvimento sustentável do Rio de Janeiro. A prestação de serviços às empresas a ela filiadas objetiva o crescimento econômico industrial e social do estado fluminense.

## Atuação
A Firjan desenvolve ações na área econômica/empresarial, sendo fonte não só sobre questões do Estado do Rio de Janeiro, como também sobre questões nacionais. Dentre suas várias frentes de atuação, destacam-se:
- Defesa da indústria: conselhos e fóruns empresariais[nota 3] direcionam as ações técnicas e políticas;
- Projetos regionais: são desenvolvidos num esforço conjunto de empresas, organismos governamentais e instituições diversas;
- Representações regionais: por meio delas, empresas fluminenses agem de forma integrada em projetos diversos, têm acesso garantido a informações relevantes[nota 4][4][5] e tornam suas ações conhecidas;
- Responsabilidade social empresarial: essa prática consiste em apoiar políticas sociais por meio de parcerias que privilegiam a cidadania e beneficiam a sociedade.

Exemplos práticos
Para melhor compreender a forma da Firjan atuar, alguns exemplos práticos do que a instituição tem feito podem ajudar:
- Estender o prazo para as indústrias adotarem o Esocial, plataforma digital para empregadores enviarem dados sobre seus empregados para órgãos como Receita Federal e Ministério do Trabalho[6] (mediante diálogo com empresários e parlamentares);[7]
- Pleitear a "implantação do programa Porto e Aeroporto 24h, defendido desde 2011"[8] e implantado em 2013;[9]
- Fomentar a criação de uma lei que acabe com “a insegurança jurídica dos contratos de terceirização”;[10]
- Elaborar documentos úteis, como o Cadastro Industrial do Rio de Janeiro, que traz informações sobre as principais indústrias e os fornecedores do estado;[11]
- Contribuir para o desenvolvimento do E-gov, sistema que disponibiliza serviços públicos no meio eletrônico, o que ajuda a "aumentar a transparência e reduzir a burocracia para o cidadão e para as empresas";[12]
- Promover debates sobre tecnologia;[13]
- Investir no pregão eletrônico para agilizar as compras, realizadas por meio de licitação, das entidades da Firjan.[14]

## Movimento Sindical Firjan
O Movimento Sindical Firjan concentra esforços na defesa dos interesses das empresas associadas aos seus respectivos sindicatos patronais, principalmente por meio de serviços de assessoria econômica, tecnológica, jurídica, ambiental e em investimentos e negócios internacionais.
Outra forma de contribuir com os associados é proporcionar capacitação profissional e disponibilizar informações exclusivas para fins de competitividade e posicionamento das empresas no mercado fluminense e do Brasil.

### Objetivos
Diante desse grande escopo, faz-se necessária a delimitação de metas específicas a se atingir com o Movimento. Por exemplo:
- Difundir a competitividade e a importância do associativismo;
- Incentivar a troca de informações entre empresas, sindicatos e a Firjan (cultura de rede);
- Apoiar associados na promoção de eventos, articulação, contatos e pleitos;
- Ajudar sindicatos quanto a relações coletivas de trabalho, ou seja, Convenções coletivas (sindicatos) e Acordos coletivos (empresas);
- Prestar serviços de assessoria quanto a acordos trabalhistas, alteração estatutária, criação de sindicatos e conflitos territoriais.

### Benefícios
Todas as empresas que se filiam ao Movimento Sindical Firjan adquirem certas vantagens, que podem ser resumidas da seguinte forma:
- Ações institucionais empresariais (de mandados de segurança coletivos até fóruns setoriais);
- Assessoria técnica;
- Informação qualificada (não só a respeito de temas relevantes para o empreendimento, mas também sobre eventos, pesquisas, indicadores e outros);
- Acesso a Firjan IEL, Firjan SENAI e Firjan SESI de forma mais prática (de capacitação profissional e empresarial a programas de saúde e segurança do trabalho);
- Combo Qualidade de Vida para Associados Firjan,[17] que inclui:

1. Empresa (descontos no PPRA/Programa de Prevenção de Riscos Ambientais, no PCMSO/Programa de Controle Médico de Saúde Ocupacional e em diversos outros serviços);
2. Colaboradores (descontos em consultas médicas e odontológicas).

Para se tornar um associado do Movimento Sindical Firjan, a empresa precisa preencher um formulário com dados da empresa e de contato, além de realizar uma contribuição anual.

## História
A Firjan foi fundada em 1975, mas sua história remonta a décadas anteriores. Em dezembro de 1941, a Federação dos Sindicatos Industriais do Distrito Federal (FSIDF) "adaptou-se a novas disposições do regime corporativo instituído pelo Estado Novo, passando a denominar-se Federação das Indústrias do Rio de Janeiro" (FIRJ), que manteve o objetivo de reunir sindicatos do grupo industrial.
Nos trinta anos seguintes, o nome viria a mudar mais três vezes: a primeira foi em 1958, para Federação das Indústrias do Distrito Federal (FIDF). Depois, em 1960, quando a capital federal foi transferida para Brasília e uma nova unidade federativa foi criada, ela se tornou Federação das Indústrias do Estado da Guanabara (FIEGA). E finalmente, em 1975 – quando da fusão da Federação das Indústrias do Estado da Guanabara (FIEGA) com a Federação das Indústrias do Estado do Rio de Janeiro (FIERJ) –, a nova entidade passa a se chamar Federação das Indústrias do Estado do Rio de Janeiro (FIRJAN), nome que é mantido até hoje.
O Sistema FIRJAN só veio a ser implantado em 1994, reunindo Firjan, CIRJ e as entidades vinculadas SESI Rio, SENAI Rio e IEL Rio.

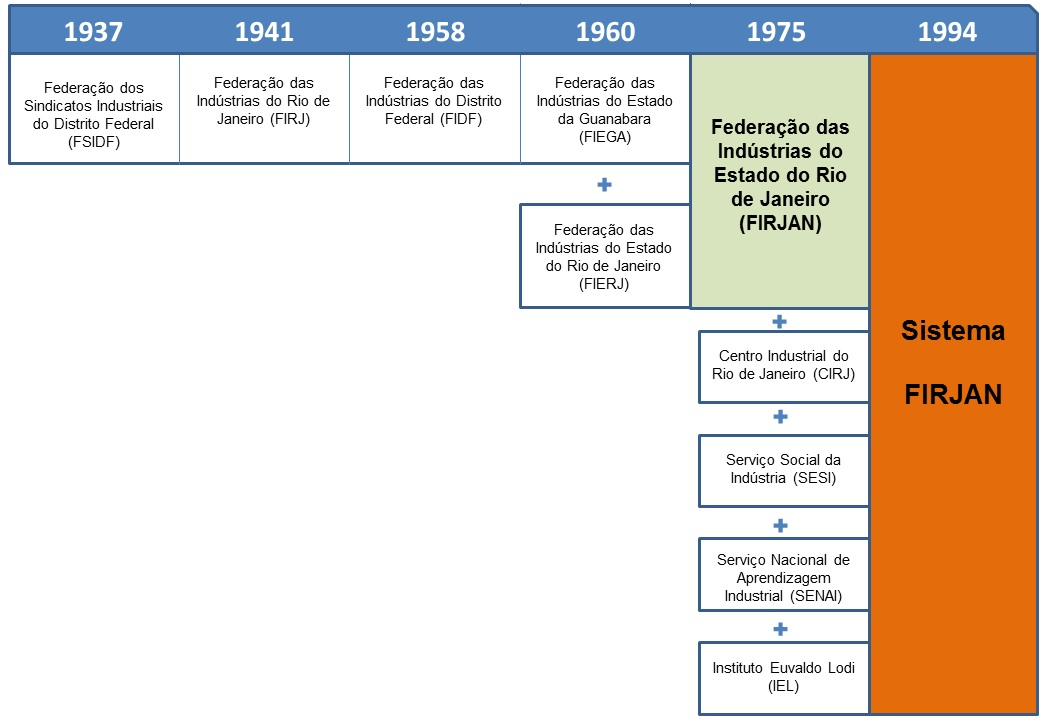
Quadro cronológico sobre as entidades que deram origem à Federação das Indústrias do Estado do Rio de Janeiro (Firjan)